# جاكو فان دورميل
جاكو فان دورميل، مخرج ومؤلف بلجيكي مواليد في 9 فبراير، 1957 في برابانت، بلجيكا التفّ حبله السري حول رقبته وعانى من نقص وصول الأكسجين للمخ. ظن الأطباء أنه على وشك الموت، أو في أحسن الأحوال سيصاب بإعاقة ذهنية للأبد، لكنه أُنقذ.
شارك في تسعة أفلام قصيرة وثلاثة أفلام سينمائية طويلة هي كل ما جاد به (جاكو فان دورميل) على جمهور السينما. أولها Toto The Hero الذي أنتج عام 1991 تبعه بعد خمسة أعوام فيلم The Eighth Day وكليهما نال إستحسانًا من من الجماهير و النقاد، ثم اختفى لثلاثة عشر عامًا كاملة ليعود بعمله الأخير Mr. Nobody الذي استغرق في كتابته ستة أعوام كاملة أشهر أفلامة Mr. Nobody 2009 فيلم من تأليفه

## أفلام قصيرة
- (1980)
- Stade 81 (1981)
- Les voisins (1981)
- L'imitateur (1982)
- Sortie de secours (1983)
- È pericoloso sporgersi (1984)
- De boot (1985)
- The Kiss (1995)
- Eole (2010)

## وصلات خارجية
- جاكو فان دورميل على موقع IMDb (الإنجليزية)
- جاكو فان دورميل على موقع مونزينجر (الألمانية)
- جاكو فان دورميل على موقع قاعدة بيانات الأفلام العربية
- جاكو فان دورميل على موقع ألو سيني (الفرنسية)
- جاكو فان دورميل على موقع أول موفي (الإنجليزية)
- جاكو فان دورميل على موقع قاعدة بيانات الأفلام السويدية (السويدية)
- جاكو فان دورميل على موقع ديسكوغز (الإنجليزية)
- جاكو فان دورميل على موقع قاعدة بيانات الفيلم (الإنجليزية)
- جاكو فان دورميل على موقع كينوبويسك (الروسية)

- جاكو فان دورميل في قاعدة بيانات الأفلام على الإنترنت